# Fjordia insolita
Fjordia insolita is een slakkensoort uit de familie van de Coryphellidae. De wetenschappelijke naam van de soort is voor het eerst geldig gepubliceerd in 1989 door Garcia-Gomez en Cervera als Flabellina insolita.